# 陈振泉
陳振泉（英語：Sam Tan Chin Siong，1958年10月13日生）是新加坡前政治人物。他是執政黨人民行動黨的成員，曾於2006年至2011年間擔任丹戎巴葛集選區拉丁馬士分區的國會議員，並於2011年至2020年擔任拉丁馬士單選區的國會議員。
陳振泉曾於2014年至2015年擔任文化、社區及青年部政務部長，2014年至2018年擔任總理公署政務部長，2015年至2018年擔任人力部政務部長，2017年至2020年擔任外交部政務部長，以及2018年至2020年擔任社會及家庭發展部政務部長。他也曾於2011年至2014年間擔任中區市長。

## 早年生活與教育
陳振泉曾就讀端蒙中學及華中初級學院，並於1983年畢業於新加坡國立大學，獲得文學榮譽學士學位。
陳振泉的職業生涯始於人民協會，他於1992年至1997年間擔任副執行總監。之後，他於1997年出任華社自助理事會的執行總監。2007年至2009年間，他擔任通商中國的首席執行官。

## 政治生涯
陳振泉於2006年全國大選中首次參政，代表人民行動黨參選丹戎巴葛集選區，並在無對手競選的情況下自動當選。
2009年7月至10月期間，陳振泉同時被任命為貿易與工業部政務次長及新聞、通訊與藝術部政務次長。隨後於2009年11月晉升為高級政務次長，並任職至2011年5月。
在2011年全國大選中，陳振泉參選新設立的拉丁馬士單選區。當時，革新黨及新加坡民主聯盟為支持國民團結黨候選人Yip Yew Weng而退選，形成一對一競爭。最終，陳振泉以壓倒性優勢當選，獲得67.10%的選票。
2011年5月，陳振泉被任命為外交部高級政務次長，以及社區發展、青年與體育部高級政務次長。他也被任命為中區市長。
2015年9月28日，官方宣布陳振泉自2015年10月1日起擔任人力部政務部長。
2020年6月29日，陳振泉宣布不再參加2020年全國大選。

## 奖项
- 公共服务奖章（2002）